# Humoreni
Humoreni – wieś w Rumunii, w okręgu Suczawa, w gminie Comănești. W 2011 roku liczyła 1026 mieszkańców.